# إدي لارسون
إدي لارسون (بالسويدية: Eddie Larsson) هو لاعب هوكي الجليد سويدي، ولد في 15 فبراير 1991 في مارياستاد في السويد.

## وصلات خارجية
- إدي لارسون على موقع EliteProspects.com (الإنجليزية)
- إدي لارسون على موقع Eurohockey.com (الإنجليزية)
- إدي لارسون على موقع HockeyDB.com (الإنجليزية)